# Fête de la Bretagne
La fête de la Bretagne (Gouel Breizh en breton) est une période de festivités rassemblant des événements qui mettent en avant la culture bretonne.  Elle est gérée par le conseil régional de Bretagne depuis 2009. Elle est née à Nantes en 1997 sous le nom de Fest Yves / Gouel Erwan impulsée par l'association Agence culturelle bretonne de Loire-Atlantique d'où elle a essaimé en Bretagne et dans le monde entier.
La Fête de la Bretagne se situe autour du 19 mai (Saint-Yves), depuis le week-end qui précède cette date jusqu'au suivant. Selon les organisateurs, 400 000 spectateurs sur 8 jours dans 150 événements sont dénombrés pour l'édition 2015.

## Histoire de la fête de la Bretagne

### Origine religieuse
La Fête de la Saint-Yves (Gouel Sant Erwan en breton) se fête tous les ans le 19 mai en l'honneur de Saint Yves, patron des avocats et des Bretons. Elle est fêtée en Bretagne, notamment dans le Trégor.

### Récupération par la société civile
À l'exemple de régions proches, comme l'Irlande (fête de la Saint Patrick, 17 mars) ou le Pays-de-Galles (fête de la Saint David, 1er mars), le mouvement régionaliste breton a longtemps cherché à promouvoir une fête qui serait propre à la Bretagne.
Le 13 mars 1932, le Gorsedd de Bretagne et la Fédération des Cercles celtiques, réunis dans un congrès commun à Nantes, votèrent un vœu pour que la « fête nationale de la Bretagne » soit fixée au 19 mai, jour de la fête de Saint-Yves, qui avait été décrété par l'Église catholique comme l'un des patrons de la Bretagne.
La fête était célébrée par de nombreuses associations culturelles bretonnes avant et après la guerre, mais sans coordination. Ainsi, pendant de nombreuses années, au milieu du XXe siècle, les associations bretonnes de la région parisienne se sont retrouvées aux arènes de Lutèce pour une fête bretonne.
Certaines organisations politiques, généralement nationalistes, préféraient célébrer la fête de la Bretagne le 22 novembre, jour anniversaire de la bataille de Ballon ou le 17 juin, date du couronnement de Nominoë.
En 1997, l'idée d'un renouveau de la Fête de la Bretagne naît d'une rencontre, le jour de la Saint-Patrick, entre trois personnes, au pub « Le Graslin » à Nantes. Il s'agit de Yves Averty, un musicien nantais, de Gilles Atrux, le tenancier du bar, et de Claudie Poirier, responsable de l'Agence culturelle bretonne. Après consultation des services culturels de la Ville de Nantes, une seule date reste possible pour conduire le projet à bien, le lundi de Pentecôte, qui s’avère être le 19 mai. Ainsi naît la première Fest Yves, jeu de mots construit autour d’une des formes du terme Fête en breton fest et Yves, par référence au personnage de Yves Hélory de Kermartin canonisé le 19 mai 1347. Cette fête laïque se donne pour objectif de valoriser les cultures traditionnelles de Bretagne auprès d’un public très large en favorisant des spectacles de rue ouverts à tous.
Dès 1998, l'Agence culturelle bretonne organise et coordonne une semaine de festivités sous le nom de Fest Yves à Nantes et dans 5 autres villes bretonnes.
En 1999, l'Agence culturelle bretonne (ACB44) crée avec d'autres entente de pays, l'association Fest'Yves/Gouel Erwan et en assure la coordination de l'événement via une communication commune.

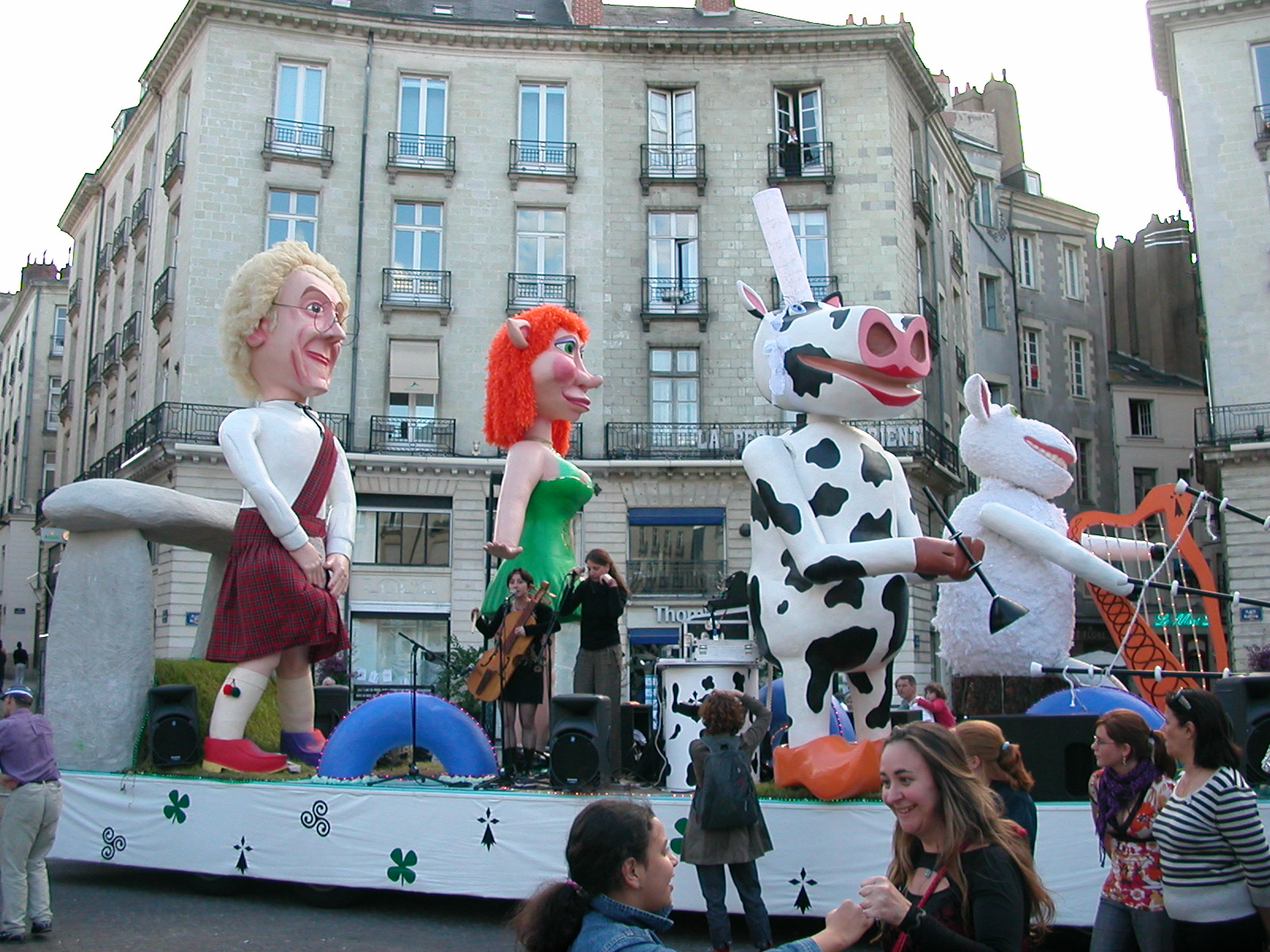
Fest'Yves 2008 à Nantes.

Dès 2001, l'association bénéficie du soutien institutionnel de la Région Bretagne mais aussi du conseil départemental de Loire-Atlantique et de la Région Pays de la Loire. De nombreux partenaires privés la rejoindront. De nouveaux organisateurs chaque année viennent gonfler les rangs dont ailleurs en France : Paris, Le Havre, Toulouse, et à l’international : le Vietnam, la Chine, le Québec, l’Irlande, les États-Unis… Cette internationalisation favorisera l’usage du terme de « Saint-Yves » qui désignera désormais la fête à partir de 2007.

### Institutionnalisation

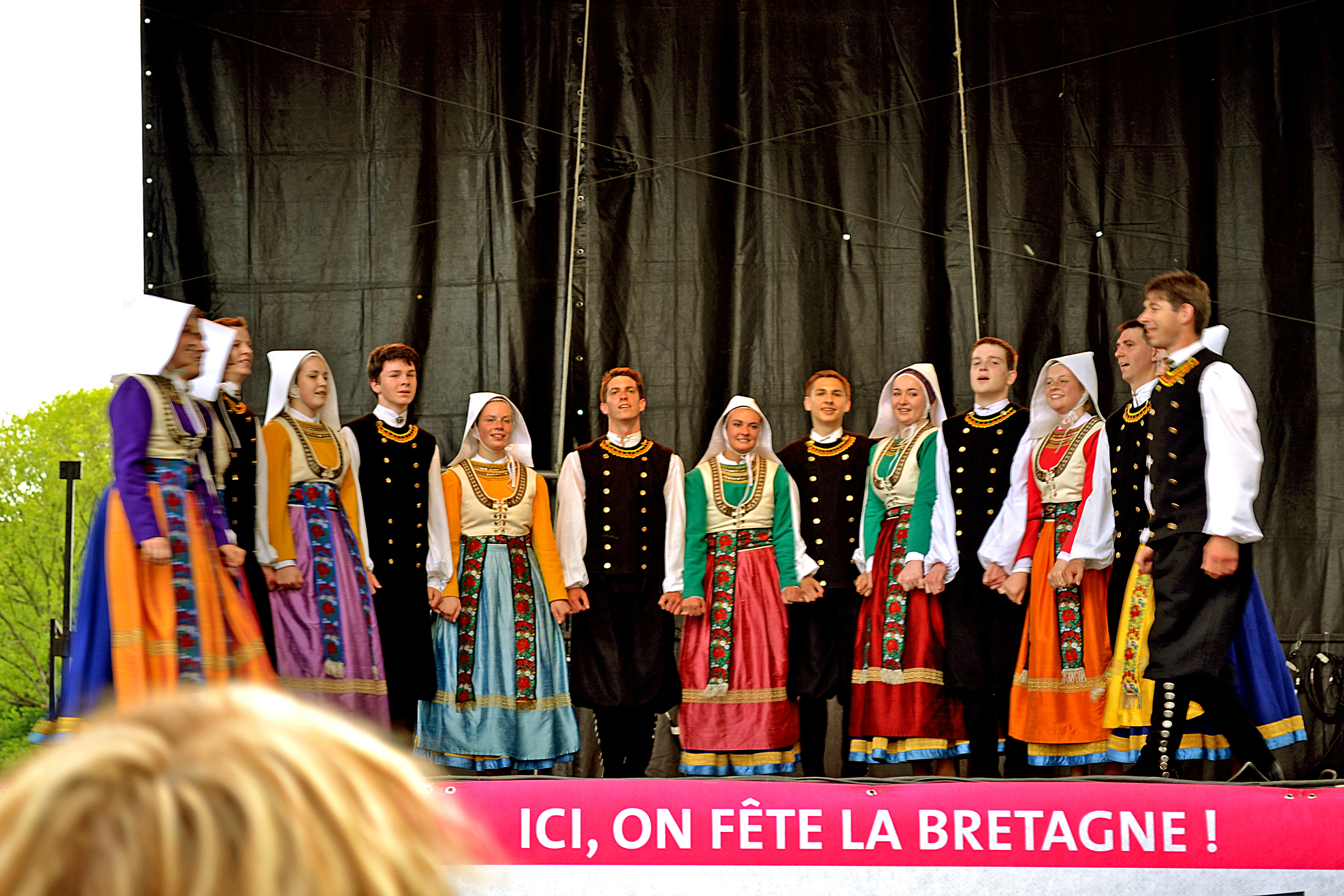
Fête de la Bretagne 2015 au Gouel Bro Leon à Plouvorn (29) avec l'ensemble Bleuniadur.

Le conseil régional de Bretagne commence à s'intéresser à l'organisation de l'évènement à la suite de la Breizh Touch organisée à Paris en septembre 2007. Il est alors question d'organiser à la fois un évènement qui participe à mettre en avant la créativité de la Bretagne et les valeurs de partage dans lesquelles les Bretons se reconnaissent. Le 20 décembre 2007, le projet de la région de soutenir la Saint-Yves comme fête de la Bretagne est rendu public lors d’une émission sur France 3.
La première édition a lieu en mai 2009 en prenant le nom de « Saint-Yves » associé à sa traduction en breton Gouel Erwan. Certaines manifestations jugées exclusivement religieuses comme le pardon de Saint-Yves à Tréguier sont écartées de la programmation. Par ailleurs, l'association de la « libre pensée du Morbihan » menace, au nom de la laïcité, la région de procès si l’appellation de « Saint-Yves » n'est pas abandonnée au profit de celle de « Fête de la Bretagne »,, ; cette dernière initiative est critiquée, notamment par Le Télégramme qui parle alors de « tartufferies militantes des dévots du laïcisme ».
L’événement grandit les années suivantes sous le nom de « Fête de la Bretagne / Gouel Breizh ». Le nombre de manifestations passe de 200 en 2009 à 300 en 2010, le conseil régional de Bretagne apportant un financement de 600 000 euros pour assurer la réalisation de la manifestation. Celles-ci sont organisées en Bretagne comme dans le reste de la France, ainsi qu'à l'étranger.
Depuis 2015, La fête de la Bretagne  rassemble des événements portés par des organisateurs qui répondent à des critères bien définis : célébration créative de la Bretagne, mutualisation d’acteurs du territoire, modicité des tarifs, esprit de fête.